# Великомихайлівка (Великомихайлівська сільська громада)
Великомиха́йлівка (друга, застаріла назва — Дібрівка) — село в Україні, центр Великомихайлівської сільської громади. Синельниківського району Дніпропетровської області. Населення становить 1963 осіб. Орган місцевого самоврядування — Великомихайлівська сільська рада.

## Географія

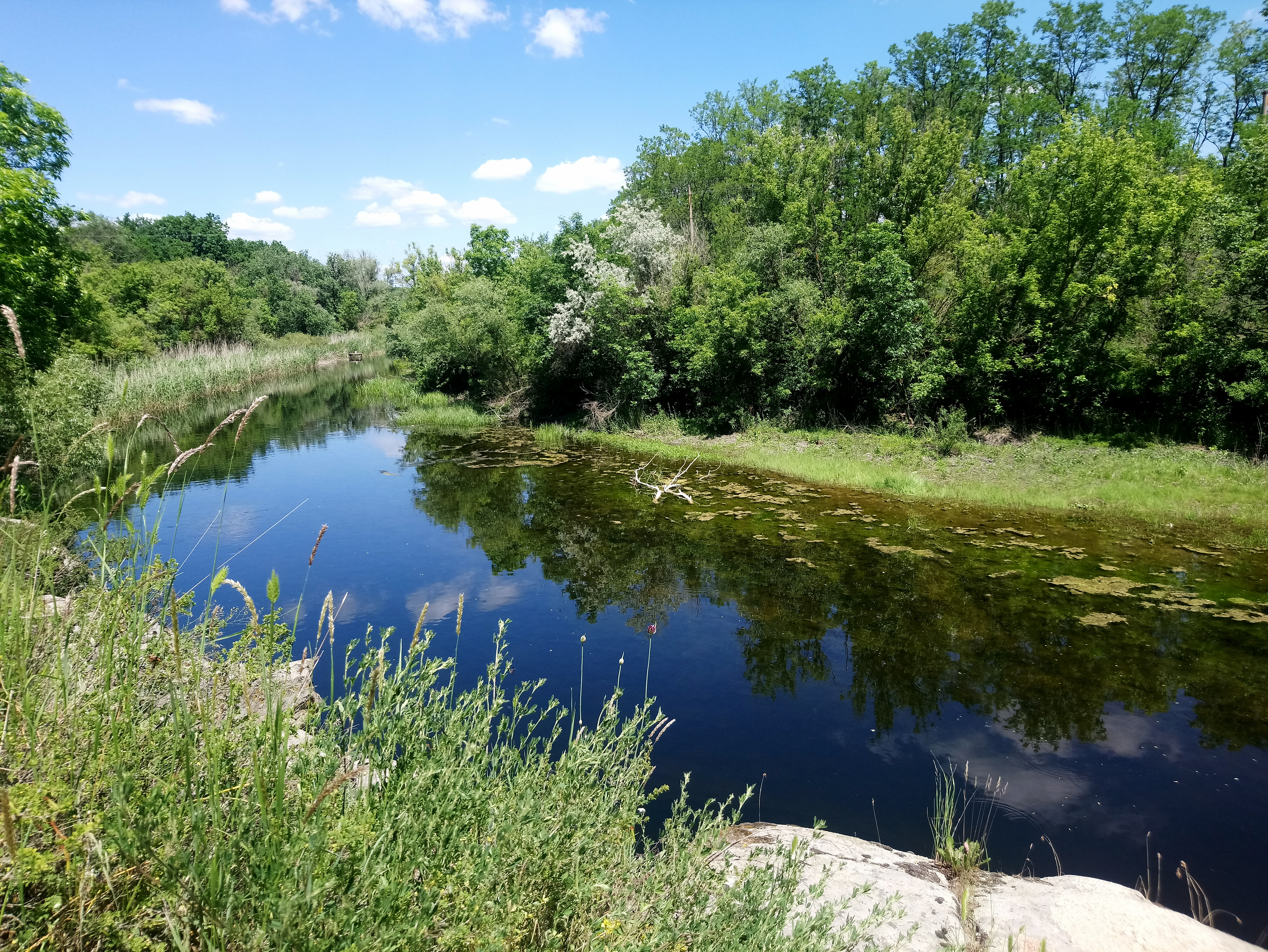
Річка Вовча біля села

Село Великомихайлівка знаходиться на правому березі річки Вовча, прилягаючи до чудового лісового масиву, який згадується в історичних документах часів громадянської війни. Нижче за течією примикає і на протилежному березі — село Орестопіль. Селом тече Балка Молодецька і впадає у річку Вовчу.

## Історія
Історичні дані говорять про те, що до початку 80-х років XVIII ст. воно називалося Дібрівка, за ім'ям дубової діброви, що тяглася понад річкою Вовчою.
За часів Запорозької Січі Дібрівка входила до Самарської паланки.
З півночі село Дібрівка оточували піщані масиви, які завдавали багато лиха жителям села, засипаючи колодязі, сади та будівлі під час сильних піщаних бурь. Жителі села звернулися до царського уряду за дозволом переселитися на інше місце — західніше. В 1776 році було здійснене офіційне оформлення і державна реєстрація села азовським губернатором Чертковим.
Першими поселенцями на новому місці були козак Єрмоленко та два брати Михайли Мокієнки. Іменем старшого й було назване нове село. У 1779 році в Великомихайлівці налічувалося 175 дворів. Селяни користувалися надільною землею, що становила 17 тисяч десятин. Основним заняттям було землеробство. У селі було два чумаки, один шинкар, два церковнослужителі, п'ять чорноробів. У 1794 році стояла дерев'яна церква, 120 хат-мазанок, 44 плетених будинки.
На землях, що входили до Великомихайлівської волості, у другій половині 18-го століття, виникли хутори Ягідна, Дубовий, кріпосні села Явещина (Орестопіль), Синьогубове (Вовче), Зубкова (Соснівка), Новоселівка, Олександрівка та ін.
У 1859 році в селі було 652 двори 3828 жителів, одна церква, училище. Середній наділ на душу становив 8,2 десятин землі. А вже у 1913 році, як свідчить «Довідкова книга Катеринославської Єпархії» за цей же рік, Великомихайлівка налічувала 4540 чоловіків і 4810 жінок. У селі було 4 земських і 1 приходська школа, медамбулаторний пункт, ветеринарний пункт, пошта, земська поштова станція, цегельний завод, 3 парових млини, дві парові олійниці, склад землеробських знарядь, 1 лікар, 2 фельдшери і земська телефонна станція. Першими вчителями в селі були сестри Дороганевські, які ще у 80-х роках 19 століття за власним бажанням приїхали працювати в сільській школі. Окрасою й гордістю села була Преображенська трьохпрестольна церква, збудована й освячена в 1907 році (зруйнована в 1935 році).

### Нестор Махно в Великомихайлівці

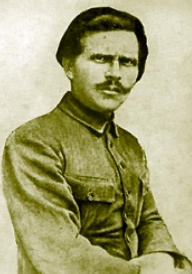
Нестор Махно

Саме на теренах нинішнього Покровського району Нестора Івановича вперше і назавжди нарекли батьком. Цю історію, здається, тут знає і старе, і мале. Навесні 1918 року Україна була наповнена німецькими та австро–угорськими військами. У народу закипав гнів проти загарбників. Спонтанно виникав рух опору. Зокрема, на теренах нинішньої Запорізької області виник загін Махна, а в Дібрівці (нині — Великомихайлівка), що в Покровському районі сучасної Дніпропетровщини, — Щуся. Місцевий краєзнавець Геннадій Мицик стверджує, що бійців в обох загонах спершу було зовсім не багато — десь 20 і 15. Проте у народних ватажків, на відміну від вождів нашого сьогодення, вистачило мудрості для того, щоб об'єднатися. Це сталося восени того ж 1918–го в Дібрівському лісі.
У Великомихайлівці саме розташовувався батальйон австрійців, а разом із ними — сотні дві гетьманської варти та німців–колоністів. Здавалося, для боротьби з такою кількістю супротивників у народних месників було надто мало сил. Проте Махно наполіг дати бій недругові, і невеликий партизанський загін переміг значно більшу регулярну військову частину окупантів і з честю повернувся до визволеної Великомихайлівки. З такої нагоди у селі відбувся великий мітинг, на якому місцеві жителі заявили Нестору Івановичу: «Віднині ви — наш батько!».
Це почесне звання Махно виправдав і пізніше. Коли у 1919 році Великомихайлівку загарбали денікінці, зусиллями його загону було відновлено попередню владу.
Значно підступнішими виявилися червоні війська. Свій третій кінний корпус вони підсилили полоненими махновцями, перед якими поставили умову — або розстріл, або вони «спокутують свою провину перед радянською владою». У лютому 1921 року Махно помчав на передову, сподіваючись, що колишні однополчани, побачивши його, припинять опір і повернуть зброю проти червоних командирів. Але сталося інакше — вчорашні махновці тут же, у Дібрівському лісі, пішли в атаку на своїх. Бої відбувалися з перемінним успіхом. Проте сили червоних явно переважали. Махновцям довелося відступати. Ворожі бійці вже ось–ось мали захопити керівництво повстанців на чолі з Махном. У пошуках порятунку начальник штабу Віктор Білаш схопив армійську касу і почав кидати на землю гроші, срібло, золото. Підбираючи коштовності, червоні мусили зіскакувати з коней і таким чином відстали. Цим і було врятовано Нестора Івановича та його найближче оточення.
Махно вирішив відправитися на Дон, де на той час переважало українське населення. Але й там виявилося, що підтримати його нікому — козацтво значною мірою було винищене за наказом кремлівської верхівки. До того ж на порозі стояв жахливий Голодомор. Власне, це був початок кінця легендарної повстанської армії.
Після тієї втечі, коли Махна врятувала армійська каса, Нестор Іванович ще двічі побував у Дібрівці — наприкінці травня і в ніч з 10 на 11 липня того ж 1921 року. Саме тоді він поповнив армійську касу з одного зі схронів. Через місяць, коли Махно отримав одинадцяте важке поранення в селі Мишурин Ріг, він востаннє послав трьох бійців до Дібрівського лісу — напевно, щоб знову запастися грішми. Одначе офіційна історія замовчує, чи вдалося це його побратимам. Натомість люди досі розповідають, що десь у Дібрівському лісі й донині лежить скарб Нестора Махна.

### Друга світова війнаі післявоєнні роки
Під час Другої світової війни, Великомихайлівка була окупована німецькими загарбниками майже 2 роки. Зазнала чималих втрат і руйнувань. Довгим є список чоловіків, які не повернулися з полів смертельних битв. Пам'ять про них зберігає меморіал у центрі села. У вересні 1943 року радянська 346-а Дебальцівська дивізія захопила Великомихайлівку.
Великомихайлівці, тяжкою, часто непосильною працею, відбудовували зруйноване господарство, вирощували хліб, плекали плани і мрії про краще майбутнє, виховували дітей.
12 червня 2020 року, відповідно до розпорядження Кабінету Міністрів України № 709-р від «Про визначення адміністративних центрів та затвердження територій територіальних громад Дніпропетровської області», увійшло до складу Великомихайлівської сільської громади.

## російсько-українська війна(2022-?)
11 серпня 2022 ворог обстріляв село ракетами пошкоджений млин і 20 будинків,постраждало подружжя 
25 серпня 2022 по Синельниківському району після опівночі ворог ударив вчетверте за добу. У Великомихайлівці зруйновані кілька будинків. Восьмеро постраждалих. Серед них троє дітей. Найменшій дівчинці усього 2 роки!
6 лютого 2023 обстріл,без детальної інформації 

## Населення

### Мова
Розподіл населення за рідною мовою за даними перепису 2001 року:
| Мова       | Кількість | Відсоток |
| ---------- | --------- | -------- |
| українська | 1865      | 95.01%   |
| російська  | 89        | 4.53%    |
| румунська  | 7         | 0.36%    |
| білоруська | 2         | 0.10%    |
| Усього     | 1963      | 100%     |

## Сьогодення
Віддаль від села до районного центру 25 км, до залізничної станції 19 км. Воно об'єднує 663 двори з 1854 чоловіками населення і є центром сільської ради.
У селі знаходиться товариство з обмеженою відповідальністю «Дібрівське», яке спеціалізується на вирощуванні культур зернової та технічної груп.
У Великомихайлівській загальноосвітній школі І-ІІІ ступенів навчається 248 учнів, працює 25 вчителів.
Є сільський Будинок культури, бібліотека з книжковим фондом близько 7 тисяч примірників, амбулаторія загальної практики сімейної медицини, ясла — садок «Ясочка», у якому виховується 33 дітей, народний історико — краєзнавчий музей, магазини, аптеки. Також діють філія Васильківського лісгоспу, філія Покровського РЕМ, Великомихайлівське споживче товариство, відділення поштового зв'язку, філія № 3012/02 Ощадного банку, психіатричне відділення Покровської центральної районної лікарні, Великомихайлівська дільниця районної ветеринарної лікарні. На території Дібрівського лісу розміщені три дитячі оздоровчі табори, де кожного року мають можливість оздоровитися підростаюче покоління нашої держави.
В селі знаходиться Храм Успіння Пресвятої Богородиці ПЦУ (вул. Щаслива, 41).
Влада району має бажанням відкрити туристичний маршрут шляхами Нестора Махна.

## Пам'ятки
- Біля села розташована заповідна територія загальнодержавного значення — Дібрівський (заказник), з яким пов'язуються всі маршрути батька Махна на Покровщині. Основу чудового природного заповідника Дібрівський ліс було закладено у 60-х роках 20 століття, хоч деякі насадження проводилися тут значно раніше.
- Легендарний Дуб смерті. За переказами, йому — понад 400 років. Проте дожити донині цілим і неушкодженим дереву не судилося — віку вкоротила блискавка. І тепер від Дуба смерті залишилася тільки спиляна нижня частина стовбура, який можуть охопити, взявшись за руки, чоловік зо п'ять. Просто на ньому звели постамент із каменю із зображенням Нестора Івановича та меморіальною табличкою з написом: «Дуб повстанців армії Махна, прозваний у народі Дуб смерті. Останкам дуба понад 400 років. Він був свідком козацької доби, московської колонізації, радянської імперії та народження незалежної Української Держави. У роки громадянської війни під розлогою кроною могутнього дуба творилася велика історія махновського руху…». З переказів старожилів на цьому дубі махновці вішали своїх політичних опонентів.
- За дубом над річкою Вовчою височіють Марушкині скелі, де колись були махновські схованки. Деякі мешканці Великомихайлівки ще дітьми бігали сюди та гралися в їхніх залишках.
- Трохи оддалік тік струмок Щусева (або Козацька криниця), біля якого збиралися повстанці.
- Обеліск на пошанування Нестора Махна.

## Цікаві факти
- У Великомихайлівці, кажуть, жила й коханка Махна — Тіна Овчаренко.
- Відомо, що батько Махно був не проти хильнути чарчину. Щоправда, не завжди. Якщо в повітрі «пахло порохом», він спиртного і не нюхав. Цього ж суворо вимагав і від своїх підлеглих. На сільських весіллях, куди часто його запрошували земляки, він був душею компанії. У дні затишшя між боями, щоб розслабитися, хлопці–повстанці влаштовували весілля і самі. Якщо бажаючих одружуватися не було, тягли жеребки. Саме так трапилося одного разу під час перебування загону Махна у Великомихайлівці. Доля випала на трьох молодиків, а потрібно було обрати лише одного. Отож забрали у кожного шапки та й подалися по селу свататися. Таким чином одружилися колишня наймичка пана Гладкого та один із рядових бійців загону Махна.

## Відомі люди
У селі народилися:
- Волчков Володимир Микитович (Вільний) — письменник, кандидати фізико-математичних, економічних наук;
- Зайцева Тетяна Варфоломіївна — український мовознавець, кандидат філософських наук;
- Зайців Дмитро Варфоломійович — український та бразильський вчений-ентомолог;
- Лапко Олексій Лаврентійович — український педагог, краєзнавець, колекціонер минувшини, музеєзнавець та історик махновського руху;
- Штепенко Олександр Павлович (1904—1972) — штурман полярної авіації, Герой Радянського Союзу;
- Щусь Федосій Юстинович — український революціонер, один із провідних командирів Революційної Повстанської Армії Нестора Махна.